# Claudine Arnaud
Claudine Arnaud (nombre de soltera, Claudine Verhelle; 9 de enero de 1940 – Bruselas, 5 de diciembre de 2017) fue una soprano de coloratura belga.

## Biografía
Arnaud estudió música en Bruselas con Mina Bolotine, haciendo su debut en Reina de la Noche en el Vlaamse Opera. Interpretó en La Monnaie en 1960, permaneciendo en la plantilla durante diez años en los que actuó en ciudades como Gante, Verviers, Lieja, Burdeos y Bonn. Cantó Olympia en Les contes d'Hoffmann en la Ópera de París en 1963.
En 1960, debutó en el Glyndebourne Festival como Reina de la Noche. En 1964 su interpretación de este mismo papel en el festival fue televisada.
Otros papeles fueron el de Gilda de Rigoletto; Donna Anna y Zerlina en Don Giovanni; Leila en Les pêcheurs de perles; Zdenka en Arabella; Sophie en Der Rosenkavalier; Musetta en La bohème; Rosina en El barbero de Sevilla; Zerbinetta en Ariadne auf Naxos; Woglinde en Der Ring des Nibelungen; la princesa en Mârouf, savetier du Caire y los papeles protagónicos de Manon y Lucia di Lammermoor. Su trabajo en la ópera contemporánea se incluyen el de Bolivia en la ópera Reconstructie (compuesta por Louis Andriessen, Reinbert de Leeuw, Peter Schat y Jan van Vlijmen). 
También fue profesora en el Conservatorio Real de Mons. 
Casada con el crítico musical Willy Clijmans, murió el 5 de diciembre de 2017 en Bruselas, a los 77 años por causas desconocidas.